# Holy Sonnets
Die Holy Sonnets (Heilige Sonette) – auch bekannt als Divine Meditations (Göttliche Meditationen) oder Divine Sonnets (Göttliche Sonette) – sind ein Zyklus von neunzehn geistlichen Gedichten des englischen Dichters John Donne (1572–1631).

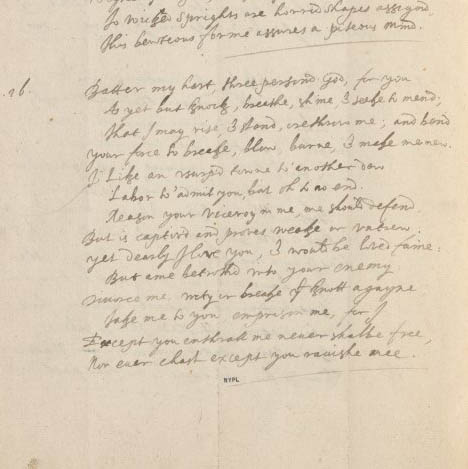
Sonett XIV (Batter my heart, three-person'd God) in Handschrift, wahrscheinlich aus der Hand von Rowland Woodward, John Donnes Freund (aus dem Westmoreland-Manuskript, ca. 1620, Seite 74 (von 107)).

## Zyklus
Der Zyklus von Sonetten wurde erstmals 1633 veröffentlicht (unvollständig), zwei Jahre nach dem Tod von John Donne. Er steht überwiegend in der Art der von dem italienischen Renaissance-Dichter Francesco Petrarca (1304–1374) vorgeschriebenen Form. In dessen Liebeslyrik besteht das Sonett aus zwei Quartetten (vierzeiligen Strophen) und einer sechszeiligen Strophe, mit dem Reimschema abba – abba – cde – cde (u. a.). Verschiedene Muster in Rhythmus und Struktur sowie die Einbeziehung von Paaren sind jedoch Elemente, die von dem englischen Dichter William Shakespeare (1564–1616) entwickelte Sonett-Form beeinflusst worden sind (siehe auch Shakespeares Sonette).
Das Werk John Donnes macht ihn sowohl in seiner Liebeslyrik als auch in der religiösen Dichtung zu einer der zentralen Figuren unter den metaphysischen Dichtern. Häufig werden darin Vergleiche zwischen irdischer und göttlicher Liebe gezogen.
Die neunzehn Gedichte der Sammlung wurden zu Donnes Lebzeiten nie veröffentlicht, obwohl sie in Manuskripten verbreitet waren. Viele der Gedichte sollen 1609 und 1610 in einer Zeit großer persönlicher Not Donnes geschrieben worden sein, der in dieser Zeit körperliche, emotionale und finanziellen Probleme hatte. Dies war auch eine Zeit persönlicher religiöser Turbulenzen, als Donne sich im Prozess der Bekehrung vom römischen Katholizismus zum Anglikanismus befand und trotz großer Zurückhaltung und erheblicher Selbstzweifel 1615 zum Priester ordiniert wurde.
Es wird angenommen, dass das Sonett XVII (Since she whom I loved hath paid her last debt / „Seit jene, die ich liebte, ihre letzte Schuld bezahlt hat“) 1617 nach dem Tod der Ehefrau von Donne, Anne Moore, geschrieben wurde.
In den Heiligen Sonetten befasst sich Donne mit den religiösen Themen der Sterblichkeit, des göttlichen Gerichts, der göttlichen Liebe und der demütigen Buße, während er über persönliche Ängste nachdenkt.
Das Westmoreland-Manuskript (Westmoreland manuscript) von 1620 liefert die vollständigste Version dieser Sonette.

## Titel der einzelnen Sonette

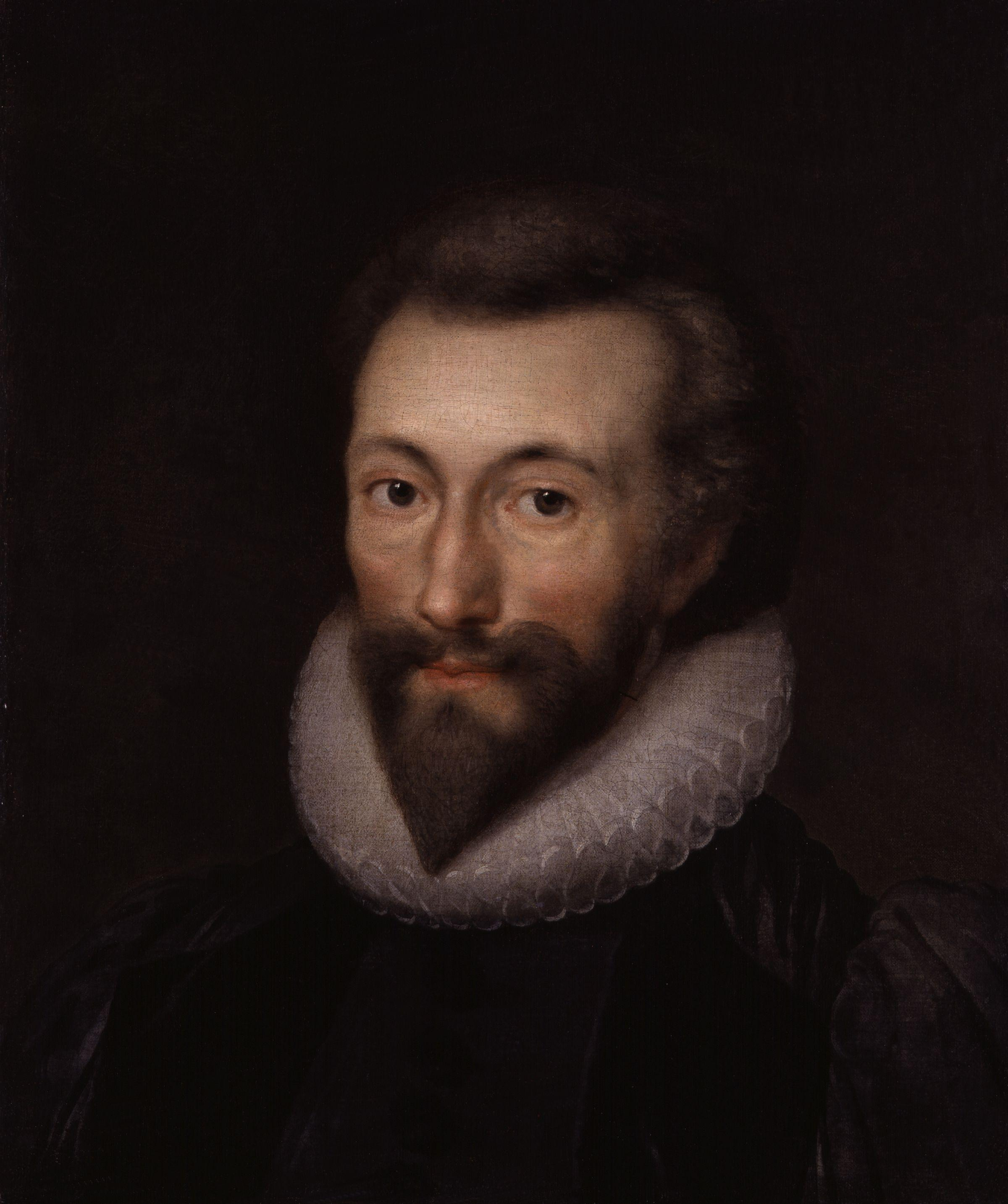
Der Dichter John Donne (1572–1631).

1. Thou hast made me, and shall thy work decay
2. As due by many titles I resign
3. O might those sighs and tears return again
4. O my black soul! now thou art summoned
5. I am a little world made cunningly
6. This is my play's last scene, here heavens appoint
7. At the round earth's imagined corners, blow
8. If faithful souls be alike glorified
9. If poisonous minerals, and if that tree
10. Death be not proud, though some have called thee
11. Spit in my face you Jews, and pierce my side
12. Why are we by all creatures waited on?
13. What if this present were the world's last night?
14. Batter my heart, three-personed God; for you
15. Wilt thou love God, as he thee! then digest
16. Father, part of his double interest
17. Since she whom I loved hath paid her last debt
18. Show me, dear Christ, thy spouse so bright and clear
19. O, to vex me, contraries meet in one

## Sonett XIV und der Trinity-Test
Der Deckname für den Trinity-Test – d. h. der Ausdruck „Trinity“ (deutsch „Dreifaltigkeit“) – wurde Robert Oppenheimer, dem „Vater der Atombombe“, zufolge gewählt, weil er bei der Namensgebung an ein Gedicht von John Donne gedacht habe, worin es heiße: „Zerschlage mein Herz, dreifaltiger Gott“ (im Original der Dichtung: „Batter my heart, three-person'd God“). Eine weitere Erklärung dafür habe er nicht.

## Vertonungen

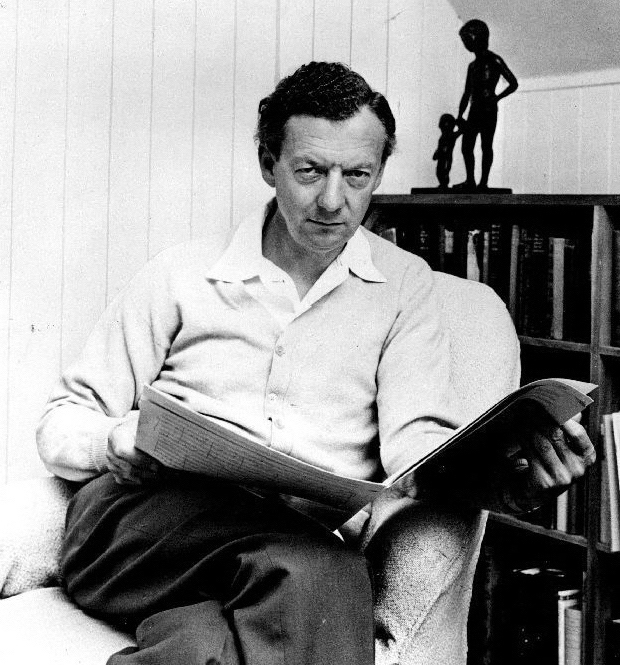
Der britische Komponist Benjamin Britten komponierte einen Liederzyklus aus neun von John Donnes Heiligen Sonetten (1945).

Neun der Sonette wurden von dem Komponisten Benjamin Britten (1913–1976) in einem Liederzyklus vertont (The Holy Sonnets of John Donne, op. 35). Einige der Sonette wurden auch von John Tavener (1944–2013) vertont, sowie von John Eaton.